# Лищиця пронизанолиста
Лищиця пронизанолиста, лещиця пронизанолиста,  (Gypsophila perfoliata) — вид рослин з родини гвоздикових (Caryophyllaceae); зростає у Євразії від Болгарії до Монголії.

## Опис
Багаторічна рослина 40–100 см заввишки. Стебла і листки внизу густо запушені короткими волосками, вгорі рослина голі. Листки тупі, яйцеподібно-довгасті, 3–7 см завдовжки, при основі зрощені в короткі піхви. Пелюстки фіолетово-червоні, на 1/3 довше за чашечку. Коробочки трохи довші від чашечки.

## Поширення
Поширений у Євразії від Болгарії до Монголії.
В Україні вид зростає на солонцюватих луках, пісках і крейдяних схилах — на півдні Лісостепу, у Степу, спорадично; у Криму, рідко.